# Taatsdeur

Een taatsdeur zonder ramen

Een taatsdeur is een deur die om zijn verticale as draait, waarbij de as zich niet op een van beide stijlen bevindt, maar bijvoorbeeld op 1/5 of 2/5 van de breedte. De draaipunten of taatsen bevinden zich aan de boven- en onderkant van de deur. Wanneer een vloerpot of vloerveer wordt gebruikt als onderste draaipunt, kan die zo worden afgesteld dat de deur automatisch sluit na gebruik.

## Voordelen
- er zijn geen zware stijlen nodig om de deur aan op te hangen;
- met dit systeem kan men ronddraaiende deuren construeren;
- een vloerpot als draaipunt geeft de mogelijkheid dat deur vanzelf sluit bij brand of na gebruik;

## Nadeel
- afdichting voor tocht, vocht of geluid is  moeilijk te realiseren en vraagt dan ingewikkelde constructies om het gewenste doel te bereiken.